# Gomperz (Familie)

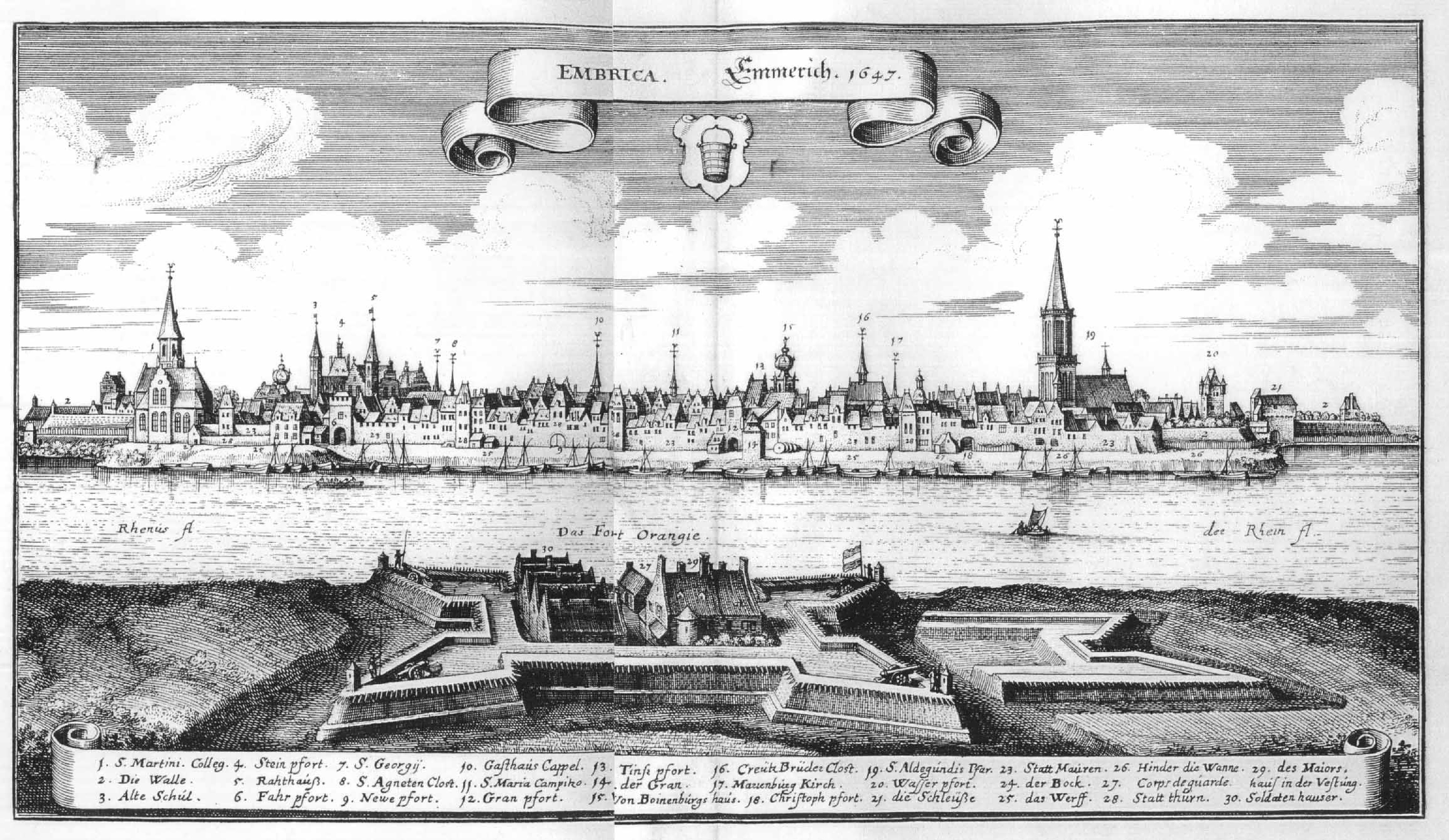
Stadtansicht Emmerich 1647 (Stich von Matthäus Merian)

Die Familie Gomperz ist eine der ältesten und bedeutendsten jüdischen Familien, welche seit dem 16. Jahrhundert am Niederrhein in Emmerich und Kleve nachweisbar ist und sich europaweit verzweigt hat.

## Geschichte
Der Name entstand aus dem deutschen Vornamen Gumpert (Gundbert) und war ursprünglich ein Beiname des jüdischen Namens, ehe er zum Nachnamen wurde, seine Schreibweise variierte u. a. zu Gompel, Gumpel, Gompertz, Gompers, Gumpert, Gumperts, Gumpertz. In Emmerich, Kleve und Wesel lebten die ersten Gründer der Familie, sie nahmen zumeist den Namen der Stadt als Nachnamen an, so dass ein Cleve oder Emmerich zur Sippe Gomperz zählt, dagegen Namensträger der Gumprecht aus Berlin nicht, wie Archivalien ergaben. Die Gompert Emmerich nahmen später den Namen Gomperts (Gompertz, Gompers, Gompert) an und gingen über Amsterdam nach London und in die USA. In England heirateten sie u. a. in die Familie Montefiore ein.
Vor allem die Nachkommen des Rabbi Mordechai Gumpel, welche in Emmerich und Kleve (Cleve) ansässig wurden, brachten berühmte und einflussreiche Familienmitglieder hervor. Die Patrizierfamilien der Oppenheimer, Wertheimer, Todesco, Auspitz und Lieben heirateten wiederholt in seine Nachkommenschaft ein.

### Stammväter
1. Rabbiner Mordechai Gumpel
  1. Rabbi Salomon Mordechai Gompel (Gumpel) († nach 1647) erhielt als einer von zwei Juden im Jahre 1600 das Recht durch den Herzog Johann Wilhelm von Jülich-Kleve-Berg, in Emmerich zu leben.[3] Er wurde auch Salomon Emmerich genannt. Am 22. November 1610 wurde sein Schutzbrief durch den Markgrafen von Brandenburg erneuert. Salomon ehelichte Jachet Agathe bat Issachar (Jacet Gans,[4] Jachet Beer; † 22. Februar 1636 in Metz) aus Frankfurt am Main. Seine Söhne bildeten die Stammväter der europäischen Häuser, da sich zur damaligen Zeit nur der erstgeborene Sohn in der Stadt niederlassen durfte. Der Reichtum der Familie entstand im Dreißigjährigen Krieg durch Ankauf von Beute der freibeuterischen Heere des Grafen Peter Ernst II. von Mansfeld und des Herzogs Christian von Braunschweig-Wolfenbüttel.
    1. Mordechai Gumpel ben Emmerich (* um 1585; † 9. Oktober 1664 in Kleve, bestattet in Emmerich) blieb in Emmerich → weiter bei: Emmerich
    2. David ben Salomon Emmerich Gumpel († um 1662)[5], musste die Stadt verlassen und ging nach Wesel, da die Stadt nur 4 Juden duldete, als er seinen Wohnsitz nehmen wollte. Er nannte sich daher auch David Wesel. → weiter bei: Wesel
    3. Jacob Gumpel († 1722) ging nach Wesel, nun auch Jacob Wesel genannt. → weiter bei: Wesel
    4. Bela Rahel Gumpel ging nach Metz

## Emmerich

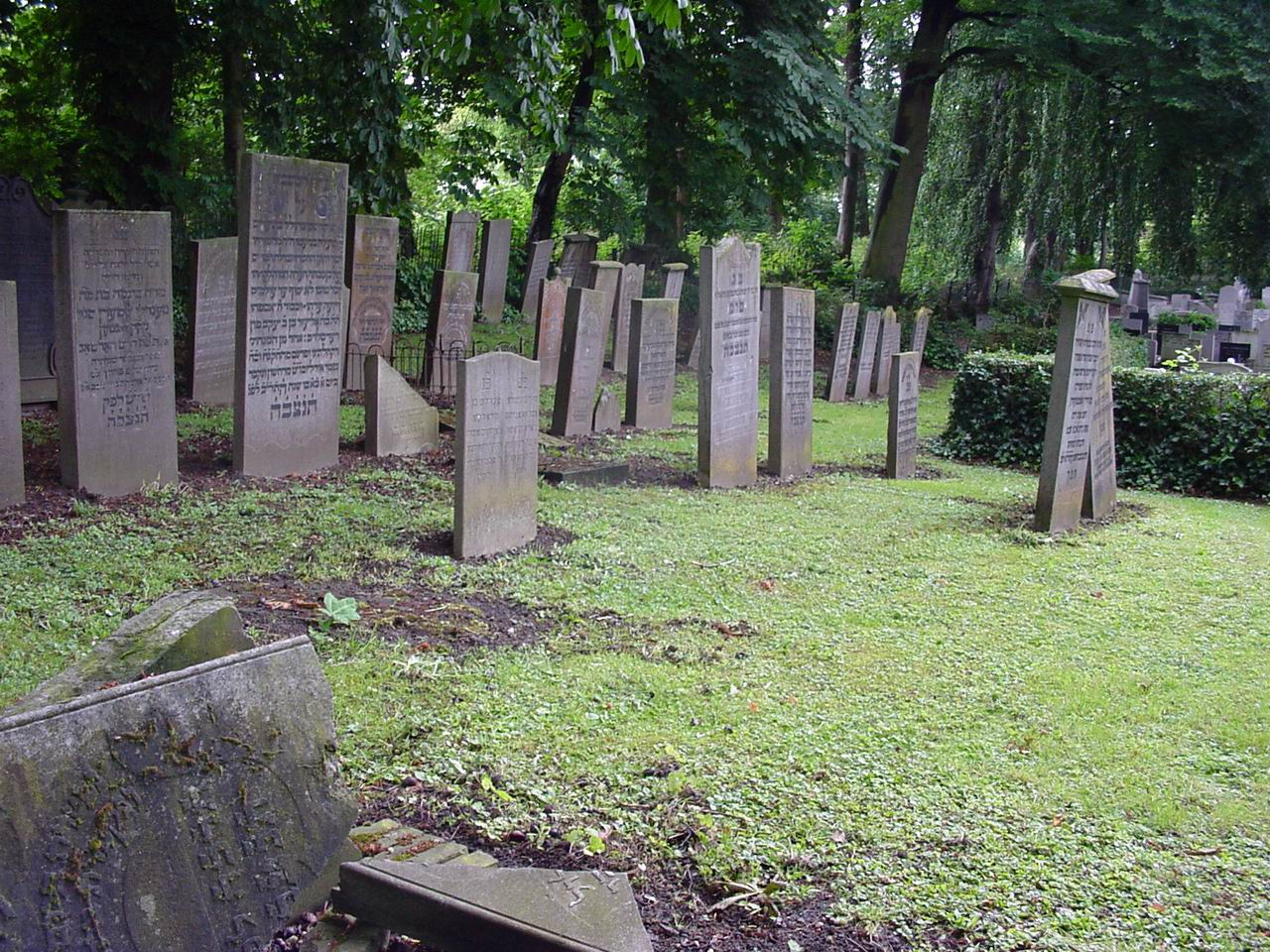
Der Jüdische Friedhof an der Boschstraat in Zaltbommel

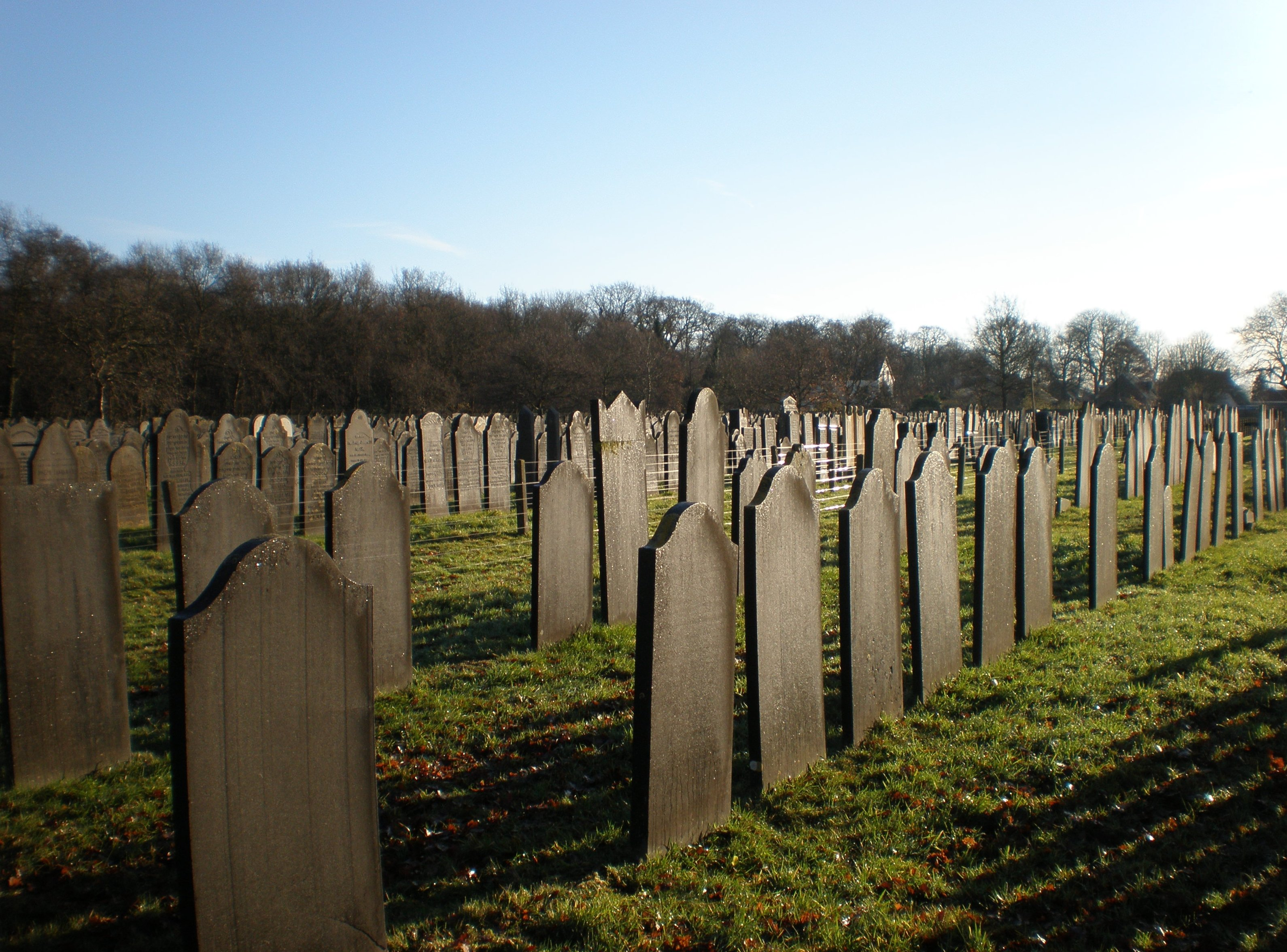
Jüdischer Friedhof Amsterdam-Muiderberg

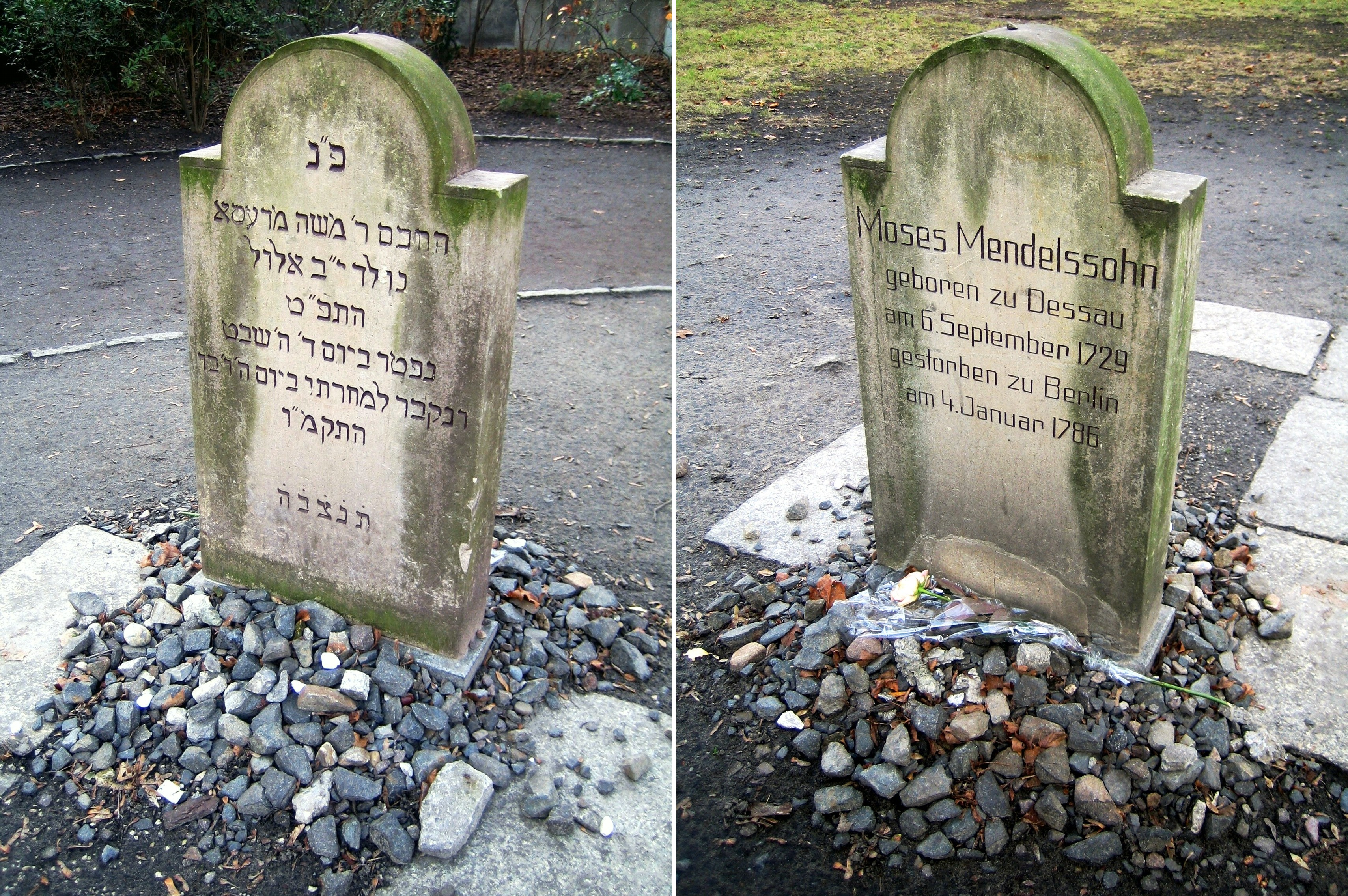
Grabstein des Philosophen Moses Mendelssohn (1729–1786) auf dem Jüdischen Friedhof Berlin-Mitte

Rabbi Mordechai Gumpel (amtlich Marcus Gumperts) (* um 1585; † 9. Oktober 1664 in Kleve, bestattet in Emmerich), war Landesrabbiner und Vorsteher der Gemeinden des Herzogtums Cleve Er hatte sich als Lieferant der brandenburgischen Regierung in Kleve besonders gut bewährt und bei dem großen Kurfürsten und seinen Räten hohe Anerkennung gefunden. Man erneuerte ihm alle 15 Jahre seinen Schutzbrief, Anfeindungen seiner Neider konnten seinem Ruf als Wohltäter und Stifter nicht schaden, in der Gemeinde nannte man ihn Rabbi Gumpel Cleve.
Rabbi Mordechai Gumpel heiratete Simelie Bas Moses Halevy Herz († 26. Februar 1665).
1. Jecheskel Juda Lime Gomperz († 20. September 1711 in Cleve), auch Leeman Gompers von Amsterdam, 1665 in Nijmegen namentlich genannt. Er war gemeinsam mit Abraham Cohen (Charleville) Pächter der städtischen Bank van Lening in Nijmegen. Im Dezember 1669 erhielt er für Lippstadt das Privileg, da sein Neffe Benedict Elias dort lebte. In der Stadt handelte er mit holländischen Waren und ehelichte seine Nichte, Sara Hitzel Gomperz († 17. Juni 1713 in Amersfoort, bestattet auf dem Friedhof Muiderberg). Diese Eheschließung sorgte für derartiges Aufsehen, dass der Kurfürst am 22. Juli 1668 den Statthalter Moritz nachforschen ließ, ob das gesetzlich überhaupt möglich war. Als Kriegsfaktor des Kurfürsten versorgte er gemeinsam mit seinem Neffen Moses Salomon Salman die Armee mit Munition, Geschützen und Monturen. Im Jahre 1681 lebte er in Wesel, das Privileg trat er an seinem Neffen Ruben Elias ab, lebte bis zu seinem Tod in Kleve und wurde in Emmerich bestattet.
2. Bär Issachar Gomperz ehelichte Hendele bas Judah Leib Pinkerle, Schwester der Autorin Glückel von Hameln (1645–1724)
3. Josef Elias Cleve-Gomperz († 28. Juni 1689 in Kleve) heiratete Sara Mirjam Bendit (* 6. Dezember 1636 in Jülich; † 20. November 1691 in Kleve). Er hat sich besonders als geschäftlicher Vertrauensmann (Hoffaktor) des Großen Kurfürsten und der kurbrandenburgischen Regierung in Cleve, aber auch als Vorsteher und Wohltäter der Judenschaft der Grafschaft Cleve berühmt gemacht. Die Abschaffung des Leibzolls in der Grafschaft Cleve war ihm zu verdanken.[7] Aus der Cleve-Gomperz-Linie ging Stammvater Chaim Aron Cleve (auch Heimann Mangelius; * ca. 1630; † 28. September 1704; in Altona; dessen Sohn Magnus Gompertz Cleef († 1734)) hervor, er gründete die Hamburger Familienlinie der Gomperz, welche auch in Altona ansässig war und die sich später mit Guggenheim und Mendelssohn verband.[8]
  1. Moses Salomon Salman († 17. Juli 1708 in Emmerich), Schtadlan, Inhaber hoher Ehrenämter der Landesjudenschaft. Seine Witwe Judith Juta Tamar überlebte ihn um etliche Jahre, eine Tochter blieb in Emmerich, die anderen Kinder gingen nach Hamburg, Fürth und Wien und Amsterdam.
    1. Arjeh Loeb Gomperz Amsterdam († 17. Januar 1738, bestattet in Muiderberg), auch Lion Arieleib Salomon Shlomo-Zalman Gompert Emmerich genannt.[9] Er lebte in Amsterdam und kam dort zu Ämtern und Würden, seine Ehefrau Bela (Beile) Joseph († 3. April 1728 in Amsterdam, bestattet in Muiderberg), Tochter des Joseph Josel Levys aus Metz. Ein Teil ihrer Nachkommen blieb in Holland, dort finden sich in den Kirchenbüchern auch Eintragungen von Familienmitgliedern, welche in Amsterdam heirateten, dann in England lebten: Barend Ber Lion Leib Gompert Emmerich († 1738), heiratete 1718 in Amsterdam. Er war der Sohn von Lion Arieleib Salomon Shlomo-Zalman Gompert Emmerich.[9] Phillip heiratet Sim(me)le Tsimle Benedictus Bendit Gompert Kleef, (* 1735 in Kleef), Witwe des Juda Isaac Arrentheuber[10]. Oder: Gittele († 1761, bestattet auf dem Friedhof Muiderberg). Gitteles Mutter war Sara Gompert und ihre Großmutter Vrouwtje Gompert.
      1. Barent Gompertz (* 1700 in Amsterdam; † um 1768), auch Behr Emerik genannt → weiter bei: Amsterdam
      2. Mozes Lion Arieleib Gompert Emmerich (* 1709 in Amsterdam; † 13. März 1751 in Amsterdam, bestattet in Muiderberg)[11] → weiter bei: Amsterdam

    2. Judith Juta Tamar Gomperz (* 1671; † 18. April 1738 in Wien) ehelichte Mendel Menachem Emanuel Oppenheimer (* 1657; † 13. September 1721 in Wien). Er war der Sohn des Samuel Wolf Oppenheimer (1630–1703)
      1. Baer Mendel (Emanuel) Oppenheim (* 1709; † 21. Juni 1753), ehelichte Maria Gude Benedictus Gomperz (* in Nijmegen; † vor 1755)
        1. Samuel Oppenheimer (* 1735; † 20. November 1807 in Wien). Der Spitalarzt studierte in Utrecht und praktizierte in Pest, ehe er als erster jüdischer Arzt am 12. Februar 1786 die Zulassung für Wien erhielt.[12] → siehe unten

      2. Lea Eleonora Oppenheimer (* 1695; † 15. Oktober 1742 in Wien), ehelichte Simon Wolf Wertheimer (* 1681; † um 1764 in München), Sohn des Samson Wertheimer (1658–1724)

  2. Ruben Elias Gomperz (* 1655 in Emmerich; † 20. Juni 1705 in Wesel), auch Ruben Wesel,[13] Kriegslieferant und Finanzier deutscher Fürsten. Er ließ die Synagoge in Wesel erbauen und wurde Vorsteher der cleveschen Judenschaft. Er war Freund und Gönner des Rabbi David Oppenheim (1664–1736) und des Rabbi Judah Mehler[14] (1660–1751).
    1. Rabbi Baruch Bendit Wesel (* um 1690; † 1754), auch Benedix Ruben Gumpertz genannt, ließ sich um 1715 in Breslau nieder. Er wurde Münzlieferant der kaiserlich schlesischen Kammer zu Breslau. Ab 1744 war er Landesrabbiner von Schlesien.
    2. Helene, verehelicht mit Philipp Lazarus Hirschel, einem wohlhabenden Breslauer Münzfaktoristen.

  3. Jacob Gomperz († 28. März 1742 in Kleve), Hoffaktor und Vorsteher der Landjudenschaft
  4. Benedict Elias Gomperz († 14. November 1708 in Cleve), genannt Benedix Lippstadt lebte in Lippstadt und wurde Vorsteher der Judenschaft der Grafschaft Mark. Auf der Leipziger Messe war er 1694–1696 vertreten und unterstützte seinen Bruder Ruben Elias im Münzhandel. Sein Begräbnis war ebenfalls in Emmerich, seine Frau Rosina überlebte ihn fast 20 Jahre und starb hochbetagt.
    1. Salomon Salman Gumpertz (* 1662; † 1728), er siedelte aus Leiden nach Prag, um als Arzt tätig zu werden.
      1. Moses Salomon Gumpertz (* in Metz; † 11. Mai 1742 in Prag).

    2. Mordechai Gumpel lebte in Soest, hatte eine Ausbildung zum Rabbiner in Amsterdam genossen. Seine Pleite als Händler 1693/1694 riss auch etliche christliche Kunden mit in finanzielle Probleme, so dass er verfolgt fliehen musste, der Bürgermeister von Soest ließ ihn noch 30 Jahre später verhaften.
    3. Loeb Gomperz war Buchhalter im Bankhaus Oppenheimer in Wien.

  5. Jachet (Agathe) († 21. November 1709 in Metz), Ehefrau des Abraham Krambach-Schwab, Gemeindevorsteher in Metz[4]
    1. Moses Krumbach-Schwab ehelichte Glückel von Hamelns Tochter Esther. Die beiden errichteten später in gemeinsamer Stiftung eine reich fundierte Talmudklause in Metz, aus der später das im Jahre 1859 nach Paris verlegte Rabbinerseminar hervorging.[15]
      1. Elia Krambach-Schwab

  6. Sara Hitzel ehelichte ihren Onkel Jecheskel Juda Lime, auch Leeman Gompers von Amsterdam
  7. Bella Gomperz († 27. April 1720 in Kleve) heiratete ihren Cousin Juda Löb Gomperz (1656–1728)
  8. Süsse Cleve-Gomperz heiratete Jakob Cohen (Jakob Hannover), den Sohn des Leffmann Behrens (1634–1714) aus Hannover[16]
    1. Simelie Leffmann Behrens († 19. Dezember 1739 in Pressburg), verehelicht mit Jehuda Loeb Oppenheimer († 4. März 1732 in Pressburg)

  9. Kosmann Gomperz heiratete Zippora Hameln, die älteste Tochter Glückel von Hamelns. Nach der Vermählung lebten sie teils in Zaltbommel, wo er Pächter der städtischen Bank war, teils in Amsterdam, wo er eine berühmte hebräische Druckerei errichtete. In späteren Jahren verbrachten sie eine lange Zeit in Prossnitz (Prostějov) in Mähren. Sein Vater erwirkte für ihn Privilegien in Geldern und Berlin.
    1. Salman Emmerich (* 1685 in Emmerich; † 6. Dezember 1761) nahm um 1720 das Privileg seines Vaters für Berlin in Anspruch, nachdem er in Prossnitz und Wien gelebt hatte. Er ehelichte Schöne, die Tochter von Aron Ries. Die Ries waren eine sehr reiche und einflussreiche Familie, welche über Wien nach Berlin kam. In Berlin erwarb er das Stammhaus des Urahns Meyerbeers, Herz Beer Oppenheimer, besessen hatte. Im Jahre 1736 hatte er das Haus derartig renoviert, das es der König persönlich in Augenschein nahm. Er war Armenvorsteher und Repräsentant der Berliner Judenschaft, baute eine ansehnliche Bibliothek auf und bot dem Rabbiner und Talmudgelehrten Israel Samosz Schutz in seinem Haus vor dessen Gegnern. Samosz war mit seinem Versuch, den Wissenschaften innerhalb des jüdischen Religionsgefüges einen größeren Stellenwert zu verschaffen, einer der wichtigen Vertreter der sehr frühen Berliner Haskala.[17]
      1. Aaron Emmerich Gumpertz[18] (* 10. Dezember 1723 in Berlin; † 10. April 1769 in Hamburg), auch Aaron ben Zalman Emmerich, verehelicht mit Proba.[19] Ab 1742 erhielt er Unterricht in Religionsphilosophie, in Mathematik und Naturwissenschaften von Samosz, der im Vorjahr aus Osteuropa über Frankfurt (Oder) nach Berlin gekommen war. Aaron hatte bereits in frühen Lebensjahren enge Kontakte zu Bildungseinrichtungen und Wissenschaftlern der christlichen Gesellschaft und war mehr oder weniger ein Teil von ihnen. Er verkehrte in den Folgejahren mit Vertretern der Königlich-Preußischen Akademie der Wissenschaften und wirkte als Sekretär zweier ihrer Mitglieder. Nach Abschluss seines Studiums besuchte er England und Frankreich und erlernte Griechisch, Latein, Französisch und Englisch. Aaron promovierte 1751 und war ein sehr erfolgreicher Arzt und Autor der Berliner jüdischen Gemeinde, wie man einem Briefwechsel aus dem Jahr 1754 zwischen seinem Schüler Moses Mendelsohn und Lessing entnehmen konnte.

    2. Sara Hanna (*Zaltbommel 1687 † Braunschweig 18. Januar 1746) heiratet Alexander David
4. Elieser Josua Feibelman Gomperz (* um 1612; † 14. Januar 1675 in Emmerich), zog 1649 nach Frankfurt am Main in das Haus zum warmen Bad und ehelichte Jutta Oppenheim († 1661 in Frankfurt am Main). Nach Emmerich zurückgekehrt, wurde er Landesrabbiner von Kleve und der Mark.
  1. Juda Löb (Levin) Gomperz (* 1656; † 24. September 1728 in Kleve??) heiratete seine Cousine Bella Gomperz († 1720)
    1. Benedictus Levy Löb Gomperz[20] (Bendix Elias Neumegen, Neumege, Nymswegen) († 29. April 1754 in Nymwegen), Bankier und Militäranwalt (solliciteur militaire). Als die Vorzeichen im Jahre 1744 darauf deuteten, das Maria Theresia alle Juden aus Prag und Böhmen ausweisen lassen würde, baten die Bürger in einer Bittschrift Juda, er möge auf dem Wege der Diplomatie helfen, auch der Sohn des Samson Wertheimer (1658–1726), Simon Wolf Wertheimer, ersuchte in Holland und England um diplomatische Intervention.[21] Seine erste Ehefrau war (I) Roosje Jacob Gompertz Kleve, die 1708 verstarb. In zweiter Ehe war er mit (II) Judith Gittel Meyer Rheinganum verheiratet.
      1. (I) Judith Benedict Levi (* um 1707)
      2. (II) Susanna Benedict (* um 1715 Nijmegen, † 29. August 1774 Amersfoort), heiratet Marcus Philip Gompers (* um 1708 Amsterdam, † nach 1784 Nijmegen)
      3. (II) Maria Gude Benedictus Gomperz (* in Nijmegen; † vor 1755), ehelichte Baer Mendel (Emanuel) Oppenheim (* 1709; † 21. Juni 1753)
        1. Samuel Oppenheimer (* 1735; † 20. November 1807 in Wien). → siehe oben

    2. Philipp Josua Feiwelmann († 16. August 1738), auch Leib Cleve genannt, ehelichte in Amsterdam Schoenle Trum Oppenheim(er) († 9. April 1731)
      1. Bella bat Feibelman Kleve († 18. Juni 1765),[22][23] auch Bella Cleve-Gomperz, ehelichte Löb Isak Kann zur Amsel († 9. Juni 1766 in Frankfurt am Main). Er stammte aus der Familie der Cohen, welche mit den Rothschilds und Montefiore verwandt war. Ihre Nachkommen lebten in Frankfurt am Main.
      2. Salomon Philip Feibelman Gomperts (* um 1700 in Amsterdam) war ein Mäzen der jüdischen Wissenschaft. Er ehelichte in zweiter Ehe Martha Mata Magnus Man Hijman Kleef von Hamburg (* um 1710 in Hamburg; † 23. Dezember 1783 in Amsterdam), Tochter des Magnus Menachem-Man Hijman Chaim Kleef (Cleve) von Hamburg.

    3. Elias Benedikt Gomperz († 11. Juni 1755, ermordet in Waag-Neustadl (Nové Mesto nad Váhom)) heiratete Mirjam Anna Wertheimer (* 1724; † 7. Mai 1776 in Wien)[24]
      1. Joshua Feibelmann Phillip Neumegen Mor Gomperz (* 1751 in Nijmegen; † 7. September 1804)
      2. Meijer Gomperz († 11. Juni 1825 in Pressburg (Bratislava))
      3. Benedikt Neumegen Gomperz (* um 1753 in Nijmegen; † 11. Juni 1825 in Pressburg) heiratete Traule Oppenheimer († 21. Juni 1841 in Pressburg)
        1. Rabbi Jehuda Lion Loeb Gomperz (* 21. August 1782 in Waag-Neustadl; 2. Juni 1849) ehelichte Mirjam Marie Latzko (* 1787; † 18. Februar 1861). Er verfasste zahlreiche Bibel-, Talmud- und Gebetserklärungen, die nach seinem Tod unter dem Titel Maarke Leb („Herzensentwürfe“) veröffentlicht wurden.
          1. Philipp Gomperz (* 1807 in Pest; 14. Juni 1867) ehelichte Netty Theben (* 1806 Pressburg; † 19. Dezember 1852)
            1. Rosa Gomperz (* 16. August 1830; † 24. Juli 1917 in Budapest) heiratete ihren Onkel Sigmund Gomperz (1817–1893). Sie wurde in der Familiengrabstätte auf dem Kerepescher Friedhof beigesetzt.[25]

          2. Jakob Moritz Gomperz (* 24. Dezember 1811 in Brünn; † 15. Januar 1876 in Brünn), ehelichte im August 1834 (I) Anna "Netty" Latzko (* 1820 Waag-Neustadtl; † 30. Juli 1848, bestattet am 1. August 1848 auf dem Währinger Friedhof in Wien)
            1. Heinrich Gomperz (* 10. Dezember 1843; † 26. Januar 1894) ehelichte Julie Dalem (Dalena) (* 22. April 1858). Heinrich war Mitglied der Kammer und Kunstmäzen der Stadt Brünn. Er hinterließ der Stadt neben zahlreichen Stiftungen eine Gemäldesammlung,[26] zum Dank wurde am 13. November 1896 eine Straße nach ihm benannt (Gomperzgasse, Gomperzova)[27]

          3. Sigmund Gomperz (* 4. Juni 1817; † 9. Juni 1893), verehelicht mit seiner Nichte Rosa Gomperz (1830–1917)
            1. Irma Gomperz (* 17. Januar 1854; † 19. Juni 1905), verehelicht mit David Kaufmann (* 7. Juni 1852 in Kojetein, Mähren; † 6. Juli 1899 in Karlsbad), er war ein jüdischer österreichischer Gelehrter und Autor.

      4. Leopold Loeb Benedict Gomperz († 4. Dezember 1811 in Brünn), Jehuda Loeb ben Baruch Neumegen auch Leopold Wien genannt, ehelichte Gittel Mendel Leidersdorf († 1820)
        1. Philipp Josua Feibelman Gomperz (* 1782; 1857) ehelichte Henriette Auspitz (* 1792; 30. April 1881 in Wien) → weiter bei: Wien

  2. Salman Emmerich († 1690 in Frankfurt am Main) hatte die Söhne Loeb und Philipp Salomon Feibelmann († 1760).[28]
  3. Nathan Emmerich († 1738 in Frankfurt am Main) heiratete Vogel Oettingen.
  4. Moses Cleve Gomperz Emmerich († 1734 in Kleve)

## Amsterdam

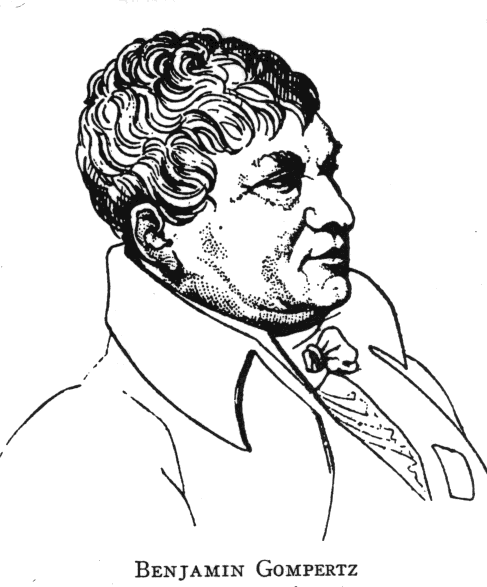
Benjamin Gompertz (1779–1865)

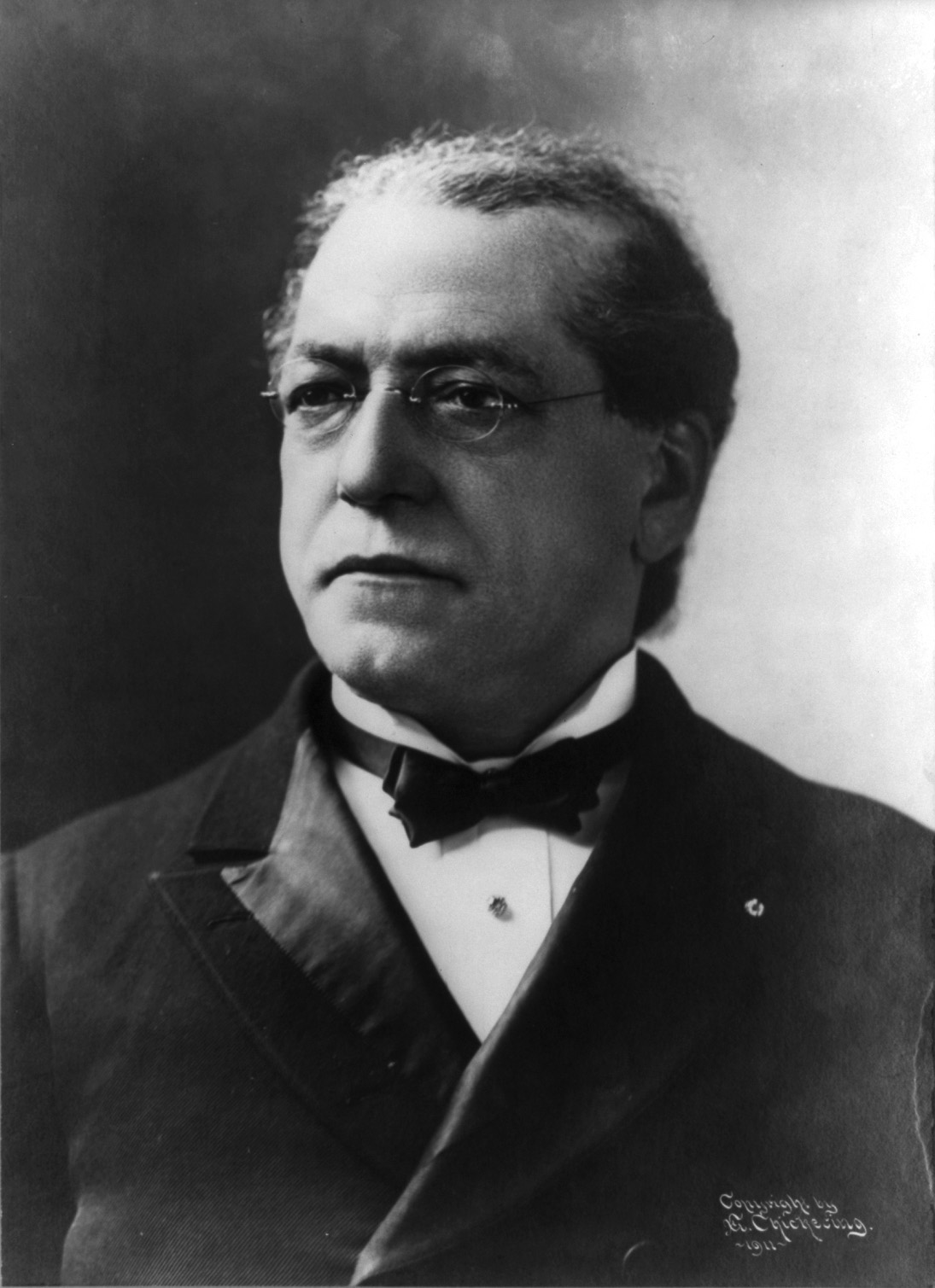
Samuel Gompers (1850–1924)

In den Niederlanden waren die Gomperz als Bankiers- und Kaufmannsfamilie tätig, verzweigte sich weit und knüpfte Verbindungen nach England und in die USA. Auch diese Linie brachte bedeutende Persönlichkeiten hervor.
Arjeh Loeb Gomperz († 1738) begründete die Linie, welche von Amsterdam aus bis nach Amerika kam:
1. Barend Ber Lion Leib Gompert Emmerich (* 1700 in Amsterdam; † um 1768), auch Behr Emerik genannt, ein Kaufmann, der im Jahr 1723 einen Betrag von 34.000 £ bei der Bank von England investierte.[29] Verehelicht mit Rachel Benjamin Isaac (* 1701 in London)[30]
  1. Salomon Barent Gompertz (* 1727; † 31. Juli 1808 in Walthamstow), Diamantenhändlers, verehelicht mit (II) Leah Cohen (* 1748; † 31. Juli 1809).[31] Sie wurden beide auf dem Hoxton Old Jewish burial Ground bestattet.
    1. Benjamin Gompertz (* 5. März 1779 in London; † 14. Juli 1865 in London)[32] war Mathematiker und Autodidakt. Seine Ehefrau war Abigail Montefiore, verwandt mit den Rothschilds und Cohens.[33]
    2. Lewis Gompertz (* um 1783 in Surrey, England; † 1861), war Tierschützer und Erfinder eines Handkurbel-Antriebes für Draisinen, den er 1821 konstruierte.
    3. Isaac Gompertz (* 1774; † 1856), Schriftsteller[34]
2. Mozes Lion Arieleib Gompert Emmerich (* 1709 in Amsterdam; † 13. März 1751 in Amsterdam, bestattet in Muiderberg), er ehelichte Bele Jacob-Mozes Moshe-Kosman[35](* 1711; † 22. November 1784 in Amsterdam)[36].
  1. Elias Mozes Gompert Emmerich (* 1745 in Amsterdam; † 17. März 1825 in Amsterdam, bestattet in Muiderberg) ehelicht Bele Salomon Zalman Kalf (* 1746 in Amsterdam; † 15. April 1795 in Amsterdam, bestattet in Muiderberg)
    1. Moses Elias Gompers Emmerich (Emerik) (* 1775 in Amsterdam; † 28. Januar 1831 in Amsterdam), Textilhersteller, heiratete Eva Solomon Shabtay Colet († 14. Juli 1846 in Amsterdam)
      1. Samuel Solomon Shabtay Moses Gompers (* 8. Februar 1807 in Amsterdam; † 7. Februar 1881 in Whitechapel, bestattet auf dem West Ham Jewish Cemetery). Er ehelichte Henrietta „Jette“ Solomon Haring (* 1808 in Amsterdam; † August 1879 in Whitechapel). Er war Kattundrucker und Händler und wanderte mit fünf Kindern im Jahre 1845 nach London ein.[37]
        1. Solomon Samuel Gompers (* 5. November 1827 in Amsterdam; † 8. September 1919 in Boston), Zigarettenhersteller. Er ehelichte Sarah Moses Rood (* 3. Juli 1827 in Amsterdam; † 3. September 1898)
          1. Samuel Gompers (* 27. Januar 1850 in London; † 13. Dezember 1924 in San Antonio, Texas) war ein amerikanischer Gewerkschaftsführer.

## Wien

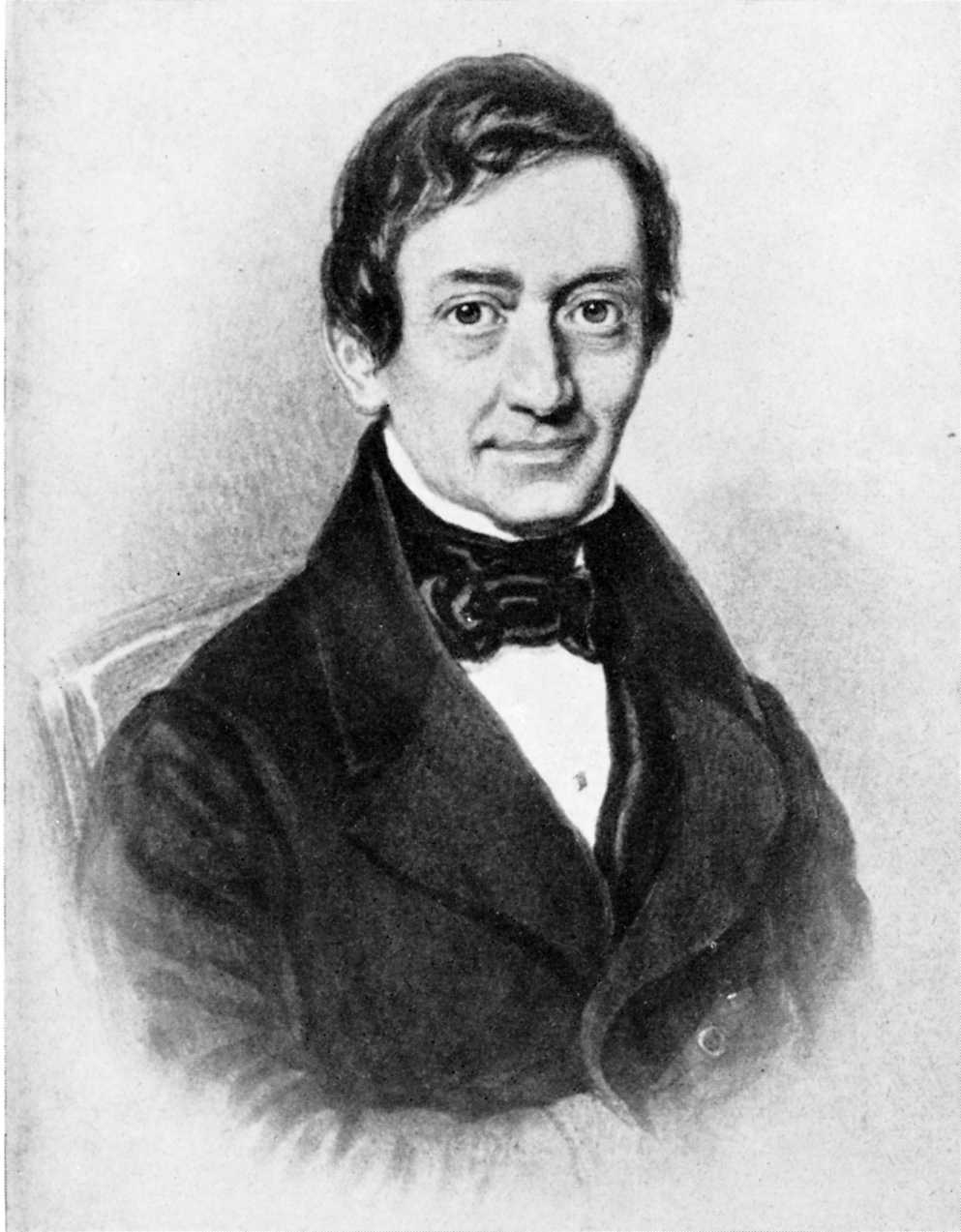
Philipp Josua Feibelman Gomperz (1782–1857)

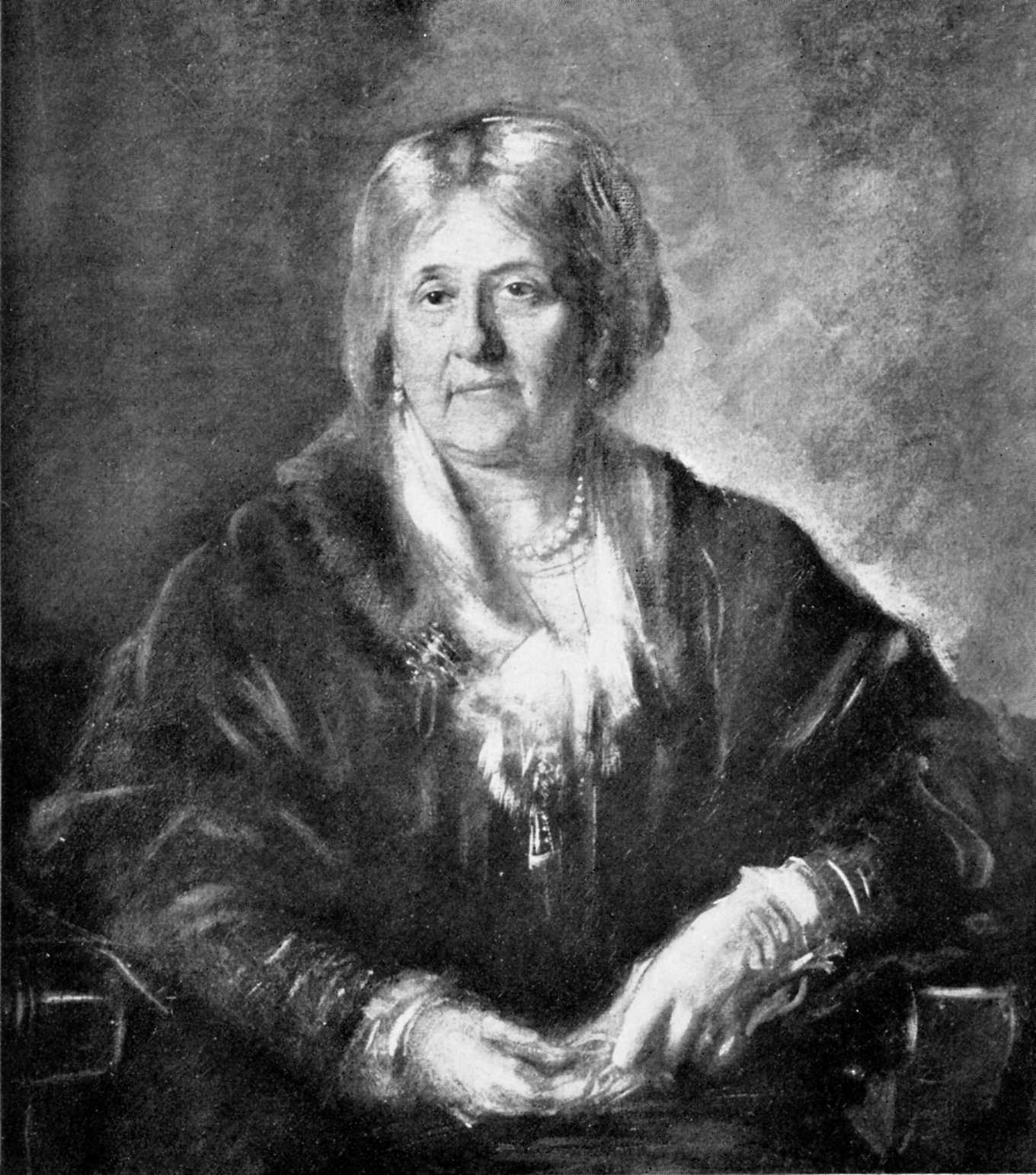
Josephine Gomperz (1820–1894)

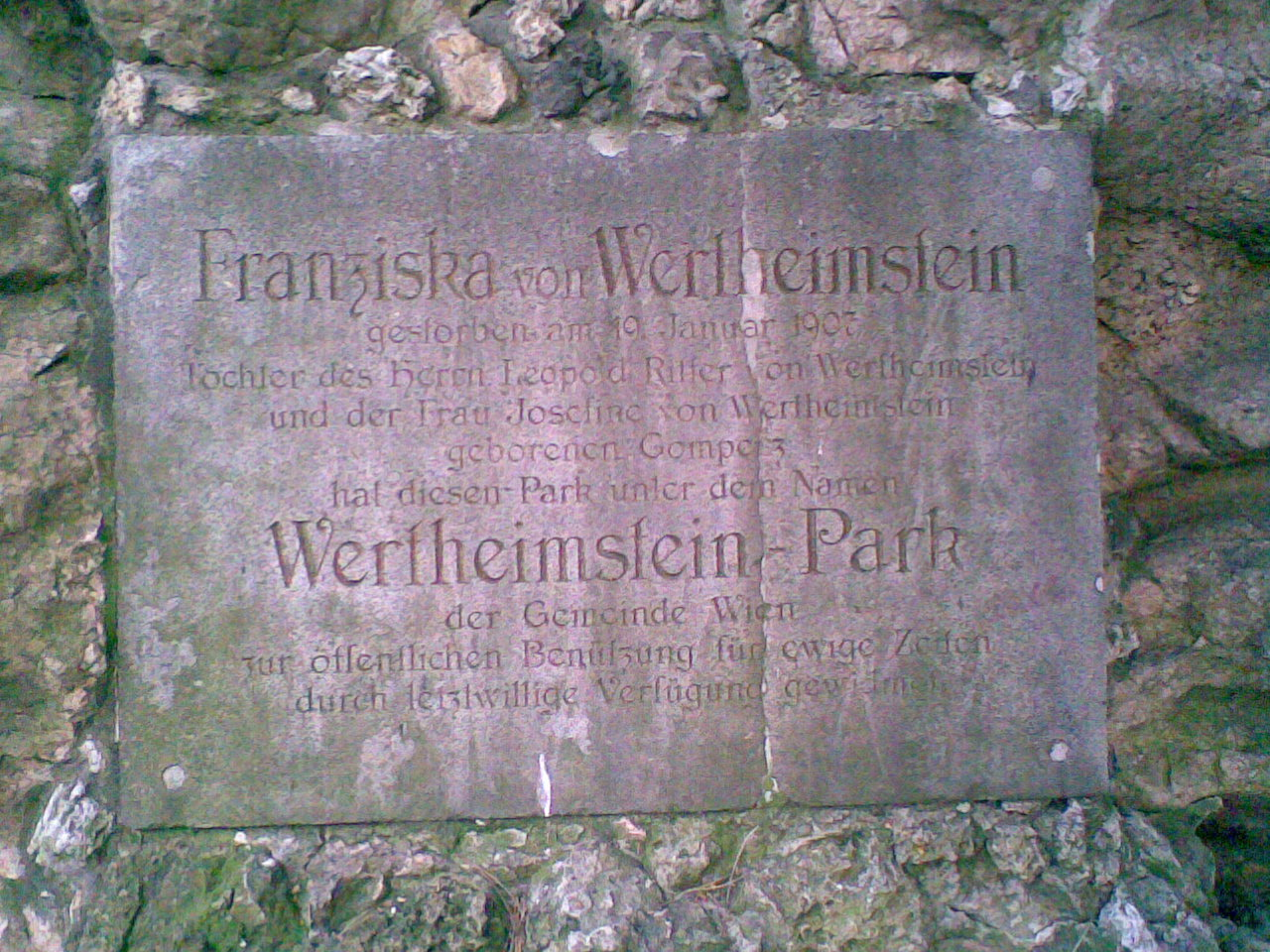
Denkmal für Franziska von Wertheimstein (1844–1907) im Wertheimstein-Park, Wien 19

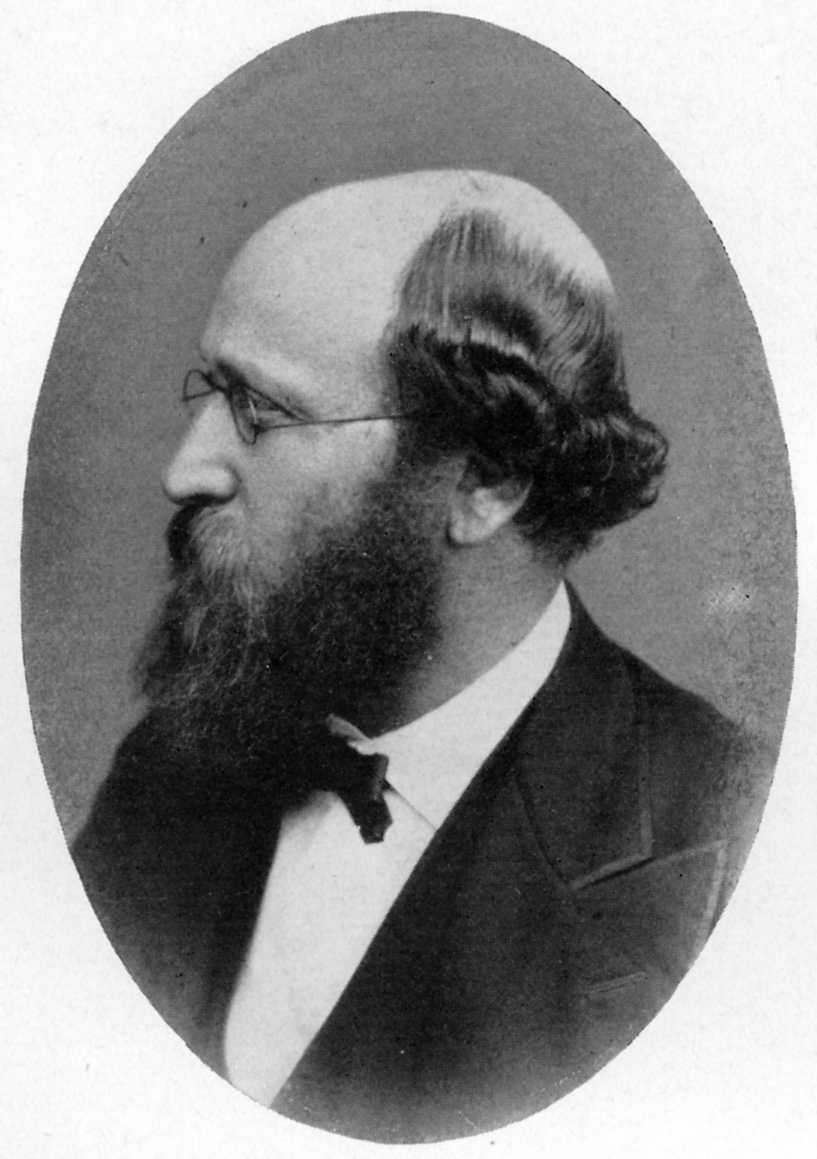
Theodor Gomperz (1832–1912)

Die Wiener Gomperz waren eine assimilierte jüdische Kaufmanns- und Gelehrtenfamilie, die im 19. und 20. Jahrhundert mit Bankern, Industriellen, Künstlern und Mäzenen mehrere bekannte Repräsentanten hervorbrachte.
Nachkommen von Philipp Josua Feibelman Gomperz (1782–1857) und Henriette Auspitz (1792–1881):
1. Josefine Gomperz (* 19. November 1820 in Brünn; † 16. Juli 1894), Salonnière, verheiratet mit Leopold Edler von Wertheimstein (* um 1801; † 1883 in Wien), bestattet auf dem Döblinger Friedhof I1/G1/1
  1. Franziska von Wertheimstein (* 17. August 1844 in Wien; † 19. Februar 1907 in Wien), Wiener Mäzenin, kurz vor ihrem Tod zeigte sie Symptome einer beginnenden Geisteskrankheit. Sie wurde bestattet auf dem Döblinger Friedhof I1/G1/1. Sie war eine begabte Malerin, ihr Lehrer war August Eisenmenger. Im Jahre 1907 vermachte Franziska testamentarisch die ererbte väterliche Villa Wertheimstein und den dazugehörigen Park in der Hauptstraße von Oberdöbling der Gemeinde Wien mit der Auflage, den Park dem Publikum zu öffnen, in der Villa eine Volksbibliothek einzurichten und den Salon als kulturhistorisches Denkmal zu erhalten.
  2. Karl von Wertheimstein (* 18. Dezember 1847 in Wien; † 4. März 1866 in Wien), bestattet auf dem Döblinger Friedhof I1/G1/1, nachdem er binnen eines Tages an Scharlach starb. Er erlernte die Bildhauerei bei Vinzenz Pilz.
2. Ritter Max von Gomperz (* 1. März 1822 in Brünn; † 7. November 1913 in Wien), Industrieller L. Auspitz Enkel und Bankier, verehelicht mit seiner Cousine Louise Auspitz (* 1832: † 1917 in Wien)
  1. Philipp von Gomperz (* 4. April 1860; † 3. Dezember 1948 in Montreux), bestattet am 24. Mai 1949 auf dem Döblinger Friedhof Grab I1/G1/4. Großindustrieller, 1941 gelang die Flucht aus Österreich in die Schweiz. → weiter bei: Restitution
  2. Rosa von Gomperz (* 5. September 1862), verehelicht mit Gaston Carlin
    1. Henriette Carlin (1890–1970), verehelicht mit Wolfgang Hainisch (* 15. August 1888 Schottwien; † 26. Februar 1940 Wien)
3. Julius von Gomperz (* 21. November 1823 in Brünn; † 21. Februar 1909 in Brünn), Industrieller, L. Auspitz Enkel, verheiratet mit Caroline Bettelheim (* 1. Juni 1845 in Budapest; † 13. Dezember 1925 in Wien), Pianistin und Kammersängerin. Bestattet auf dem Döblinger Friedhof, Ehrengrab 32/3/22
4. Sophie Gomperz (* 22. Juli 1825; † 9. Juli 1895), Salonnière, verheiratet mit Freiherr Eduard von Todesco (* 1. April 1814 in Wien; † 17. Januar 1887 in Wien), Unternehmer, Bankier, Spekulant, Philanthrop. Bestattet auf dem Döblinger Friedhof in einem Ehrengrab.
  1. Franziska „Fanny“ (* 14. April 1846 in Wien; † 18. Februar 1922 in Wien) wurde am 28. April 1886 die erste Ehefrau von Henry de Worms (* 20. Oktober 1840 in London; † 9. Januar 1903 in London). Henry wurde 1895 zum ersten Baron Pirbright of Pirbright ernannt.
    1. Alice Henriette von Worms (* 2. April 1865; † 27. April 1952 in London), verehelicht 1886 mit (I) Johann Heinrich Boyer Warner († 1891) und 1892 mit (II) David MacLaren Morrison.
    2. Dora Sophie von Worms (* 9. Juni 1869)
    3. Constanze Valerie von Worms (* 28. April 1875; † 10. Oktober 1963 in London), verehelicht mit Maximilian von Löwenstein-Scharfeneck (1871–1952).

  2. Anna Todesco (* 26. September 1847; † 31. Oktober 1900) verehelicht am 3. Dezember 1871 mit Leopold von Lieben (* 7. Mai 1835; † 10. März 1915). Auf Grund ihrer psychischen Erkrankung war sie Patientin des Sigmund Freud.
  3. Hermann Todesco (1849–1876)
  4. Gabriele „Yella“ Todesco (1854–1943), verehelicht mit Ludwig Freiherr von Oppenheimer (1843–1909) Großgrundbesitzer, Unternehmer und Politiker[38]
    1. Felix Hermann Freiherr von Oppenheimer (1874–1938), Soziologe und Kunstmäzen[39]
5. Minna Gomperz (* 1826; † 27. Oktober 1886 in Oberdöbling), bestattet auf dem Döblinger Friedhof[40]
6. Theodor Gomperz (* 29. März 1832 in Brünn; † 29. August 1912 in Baden), Universitätsprofessor, Philosoph und Klassischer Philologe. Verehelicht mit Elise von Sichrovsky (* 1. Januar 1848; † März 1929, bestattet am 20. März 1929). Bestattet in einem Ehrengrab auf dem Döblinger Friedhof I/7/6, zusammen mit seiner Frau. Elise war viele Jahre in der Frauenvereinigung für soziale Hilfe aktiv, stand Marianne Hainisch zur Seite, war als Übersetzerin tätig[41] und verhalf Sigmund Freud im Jahre 1902, gemeinsam mit ihrer Freundin, der Baroness Marie von Ferstel, zum Professorentitel. Sie war ebenfalls eine Patientin Freuds.[42]
  1. Heinrich Gomperz (* 18. Januar 1873 in Wien; † 27. Dezember 1942 in Los Angeles), Philosoph
  2. Rudolf Emanuel Gomperz (1878–1942) gründete als Hotelier am Arlberg gemeinsam mit dem Hotelier Carl Franz Schuler und Hannes Schneider, den die beiden Unternehmer als Skilehrer engagierten, die erste Skischule und war an der Definition der „Arlberg-Skitechnik“ beteiligt; ermordet in Maly Trostinec.[43]
    1. Hans Gomperz († 1944), neunzehnjährig als Soldat der Waffen-SS in der Normandie

  3. Bettina Gomperz (* 1879 in Wien; † 1948 in Bern), Bildhauerin, Schriftstellerin. Verehelicht mit Rudolf Maria Holzapfel (* 26. April 1874 in Krakau; † 8. Februar 1930 in Muri bei Bern), Psychologe, Kulturpsychologe und Philosoph
    1. Myrrha Holzapfel (* 1905), verehelicht mit Otto Hausherr (* 1893). Herausgeberin von Kompositionen, aus dem Nachlass Rudolf Maria Holzapfels, Universal-Edition Wien/Leipzig 1932
      1. Rudolf Hausherr (* 1943)

    2. Monika Holzapfel (* 14. April 1907 in Lausanne; † 10. September 1995), Autorin, Honorarprofessorin für Tierpsychologie, Verhaltensforschung und Biologie der Tiere an der Universität Bern. Sie war die erste Frau in Europa, die einen Zoo leitete (Tierpark Dählhölzli in Bern) und die erste Frau, welche als Mitglied in den 1946 neu gegründeten Internationalen Zoodirektoren-Verband International Union of Directors of Zoological Gardens (IUDZG), heute WAZA, aufgenommen wurde. Ihr Ehemann war Gilbert Victor Meyer.[44]
      1. Jacqueline Meyer (1941–1948)

## Wesel

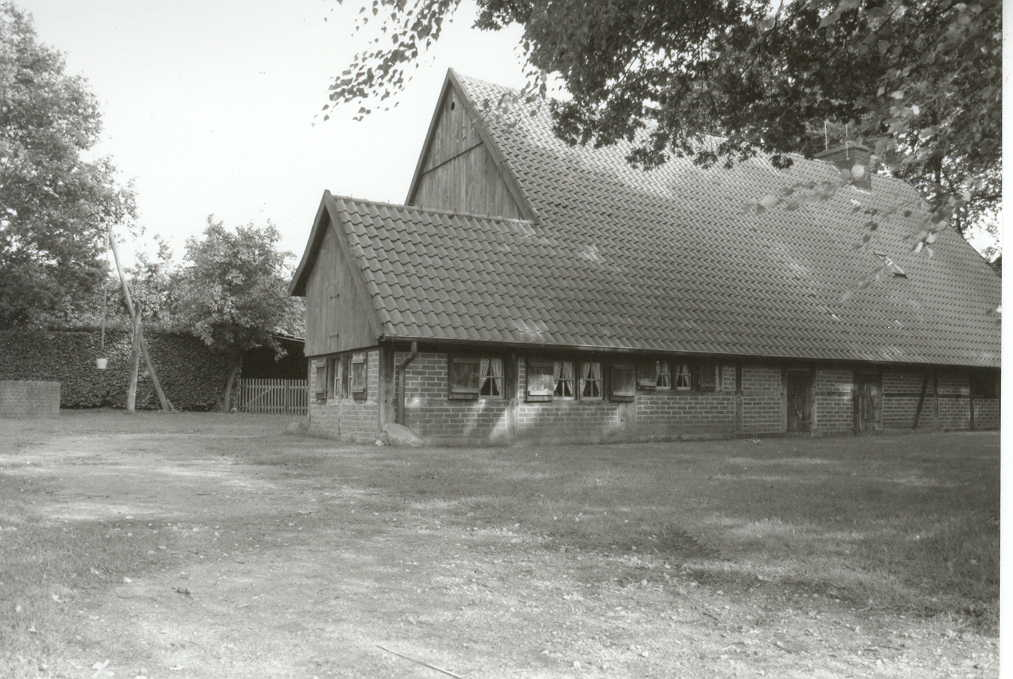
Geburtshaus von Anna Katharina Emmerick in Coesfeld-Flamschen

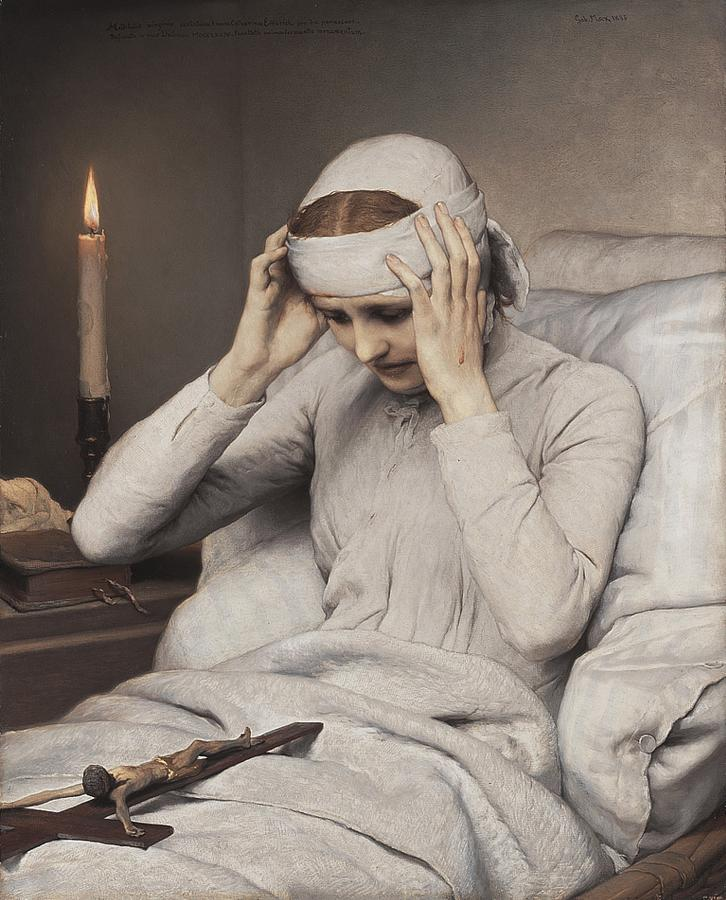
Gabriel von Max: Die ekstatische Jungfrau Katharina Emmerich

Die Weseler Juden verloren 1629 ihren Besitz, da man gerade diese in den kriegerischen Auseinandersetzungen mit den Niederländern und Spaniern plünderte. Ein Teil der Familien wurde Anhänger des falschen Messias Sabbatai Zvi und seines Propheten Nathan von Gaza. Aus Enttäuschung über seine falschen Prophezeiungen wurden viele von ihnen Katholiken. Auch Nathan von Gaza wandte sich mit der Taufe ab und nahm den Namen Nunziato Bernardus Gatti (Gatty) an, seine Nachkommen gingen nach Frankreich und Italien.
Jacob Gumpel († 1722) wurde am 1. Mai 1661 unter Würdigung seines Wohlverhaltens der Schutzbrief um weitere 15 Jahre verlängert.
David ben Salomon Emmerich (* vor 1599 in Emmerich; † um 1662) erhielt einen eigenen Geleitbrief, nachdem die Stadt Emmerich ihn abgewiesen hatte. Er ehelichte Jachet und wurde Landesvorsteher. Unter seinen Nachkommen waren:
1. Silpa († 1663), beigesetzt in Kleve, dort errichtete ihr Sohn eine Stiftung für die Mutter.
  1. Isaac aus Essen († nach 1690)
2. Mordechai Gumpel Wesel († 1674), auch Gumpert David oder Gumpel Wesel genannt, war 1658 Vorsteher der gesamten klevischen Judenschaft. Ihm wurde für Emmerich ebenfalls der Geleitbrief verweigert, für Wesel jedoch ausgestellt, da er den Großen Kurfürsten beim Aufbau einer Bibliothek in Berlin unterstützte. So übergab er ihm eine alte, erhalten gebliebene Pergamentschrift, das Halachot Isaak Alfasis. Im zweiten Band befindet sich eine hebräische Widmung Gumperz´ an den Kurfürsten. Seine Frau Bela († um 1703), bestattet in Münden, und seine 13 Kinder hinterließ er in Wohlstand.
  1. Juda Loeb Wesel († 1674 in Frankfurt am Main)
  2. Moses Wesel († vor 1686) erhielt nach dem Tode des Vaters den Geleitbrief für Wesel und wurde Ratsbeisitzer. Er war mit Judith Berend verheiratet.
  3. Jachet († 1743) ehelichte Salman Minden
  4. Jacob Gomperz beantragte bei der Verlängerung um 20 Jahre am 14. Februar 1687, den Geleitbrief um seine Geschwister und Kinder zu erweitern. Erst am 9. Mai 1696 wurde sein Dokument verlängert und nur die Kinder mit eingeschlossen. Gemeinsam mit seinem Sohn Salomon und dem Schwiegersohn Lewin Ulff errichtete er eine Seidenbandfabrik, welche ihre Erzeugnisse auf großen Messen vertrieb. Es wurden viele Meister ins Herzogtum Kleve gezogen, da die Mascopey reichlich Beschäftigung bot. Der Erfolg sorgte für den Neid des Matthias Goll, welcher ebenfalls eine Seidenbandfabrik betrieb, und so forderte er in Berlin die Schließung der jüdischen Fabrik. Zum Schutze eines christlichen Unternehmens wurde der Ulff’schen Mascopey die Einfuhr der Stoffe mit Steuern belegt, die Meister zur Rückkehr in die Heimat gezwungen und ein Verlegen der Betriebsstätte untersagt.
    1. Franken Gumpertz, verehelicht mit Meyer Juda. Er erhielt durch das Privileg des Schwiegervaters ein eigenes Recht auf den Wohnsitz in der Stadt.
    2. Mata († 16. April 1730 in Berlin) ehelichte Lewin (Loeb) Ulff († 1737). Er erhielt den unbefristeten Geleitbrief am 24. Dezember 1694, seine Mutter war eine geborene Oppenheim. Nach der Schließung der Fabrik war er 18 Jahre in Prozesse und Streitigkeiten verwickelt. Er verlegte seinen Wohnsitz nach Charlottenburg und eröffnete dort eine neue Seidenbandfabrik, welche jedoch nicht den Erfolg der alten hatte.
    3. Salomon Jacob Gomperz, genannt Salman Wesel. Er ging nach der Schließung der Fabrik in die Dienste des Hauses Oppenheim in Wien.
3. Menachem ben David Emmerich (* 1620 Wesel), auch Menachem Man Wesel. Er benannte zu Ehren des Nathan von Gaza seinen Sohn ebenfalls Nathan. Der kurfürstlichen Bibliothek übereignete er das Pergament des Gesetzeskompendiums des Isaak von Corbeil.
  1. Nathan ben Menachem Emmerich (* 1650) ehelichte 1697 Chana Korff. Beide kamen aus Westfalen und ließen sich katholisch taufen. Channa, welche den Namen der Korff-Schmising von Tatenhausen annahm, der Herrschaft ihrer Heimat, nannte sich nun Anna. Sie war eine Tante von Rabbi Isaak[46] von Drohobich (Drubitsh) († 1752). Rabbi Isaak wurde Anhänger des Baal Schem Tow und viele Nachkommen der Korff wurden chassidische Rebbes. Nathan nahm mit der Taufe den Vornamen Bernardus an.
    1. Bernard Emmerich (* um 1699) ehelichte 1727 Margaretha Rabers († 2. April 1737), die Tochter Bernardus Rabers, dessen Vorfahren auf Nathan von Gaza, der auch Nathan ha Rebi genannt wurde, zurückgehen
      1. Johann Bernard Emmerich (* 17. April 1729 in Bauerschaft Flamschen) ehelichte 1766 Anna Hillers,[47] die Tochter des Zhviller Rebbe Moshe Korff.
        1. Anna Katharina Emmerick (Emmerich) (* 8. September 1774 in Coesfeld; † 9. Februar 1824 in Dülmen, Westfalen) war Nonne (im Augustinerorden) und Mystikerin. 2004 wurde sie durch Papst Johannes Paul II. seliggesprochen. Ihr Gedenktag ist der 9. Februar.

## Namensträger

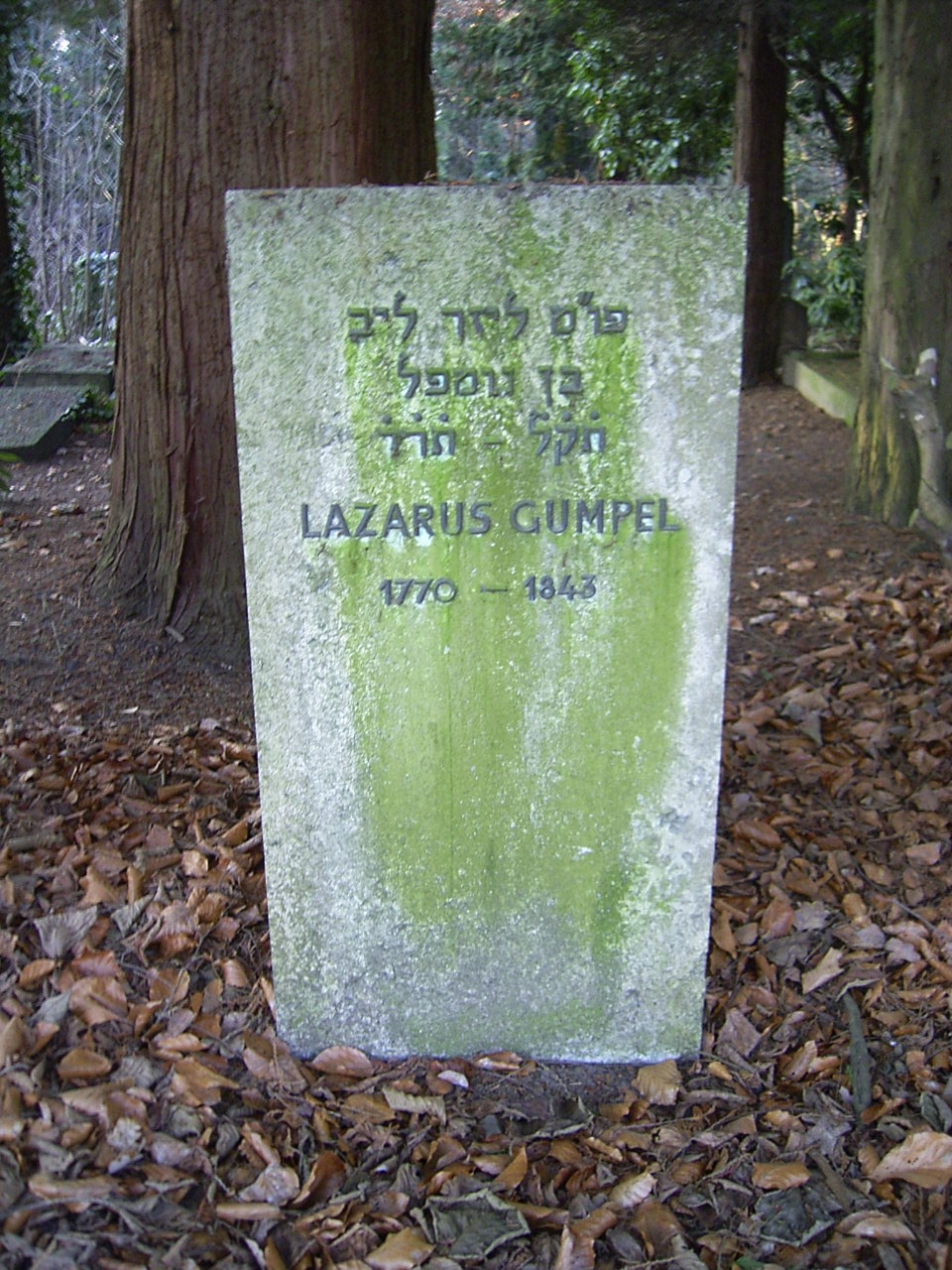
Grabplatte des Bankiers Lazarus Gumpel (1770–1843) auf dem jüdischen Friedhof in Hamburg-Ohlsdorf

- Lazarus Gumpel (* 29. April 1770 in Hildesheim; † 9. November 1843 in Hamburg), Kaufmann, Bankier und Stifter. Vorbild für Heinrich Heines Marchese Christophoro di Gumpelino (Reisebilder III: Die Bäder von Lucca).[48] Er stammte aus der Linie der Gomperz, welche sich über Städte in Mitteldeutschland nach Hildesheim und Hamburg verzweigten.

1. Gustavus Gumpel (* 3. August 1793 in Hildesheim; † Mai 1849), Kaufmann ⚭ Julie Jacques
  1. Berta Gumpel (1821–1906) ⚭ Julius-Seligman Cohen (1811–1872)
  2. Georgine (g. 1823) ⚭ Ascan Georg Emil von Bornemann (1813–1869)
  3. Henriette Mary Elisabeth (1837–1892) ⚭ Fürst Edmund Gustav von Batthyány-Strattmann (1826–1914)
  4. Ida Gumpel ⚭ Ludwig Heinrich Gummpel (g. 1793)
  5. Maximilian Ludwig Gumpel
2. Henriette Gumpel ehelichte den wohlhabenden Juwelier Simon Daniel Oppenheim aus Frankfurt am Main. Dieser wurde 1857 preußischer Hofjuwelier in Berlin.[49] Sein Bruder war der Maler Moritz Daniel Oppenheim (1800–1882).[50]
  1. Heinrich Bernhard Oppenheim (* 20. Juli 1819 in Frankfurt am Main; † 29. März 1880 in Berlin) war ein deutscher Liberaler, Freihändler, Jurist, Völkerrechtler, Publizist und Philosoph.[51]

## Restitution

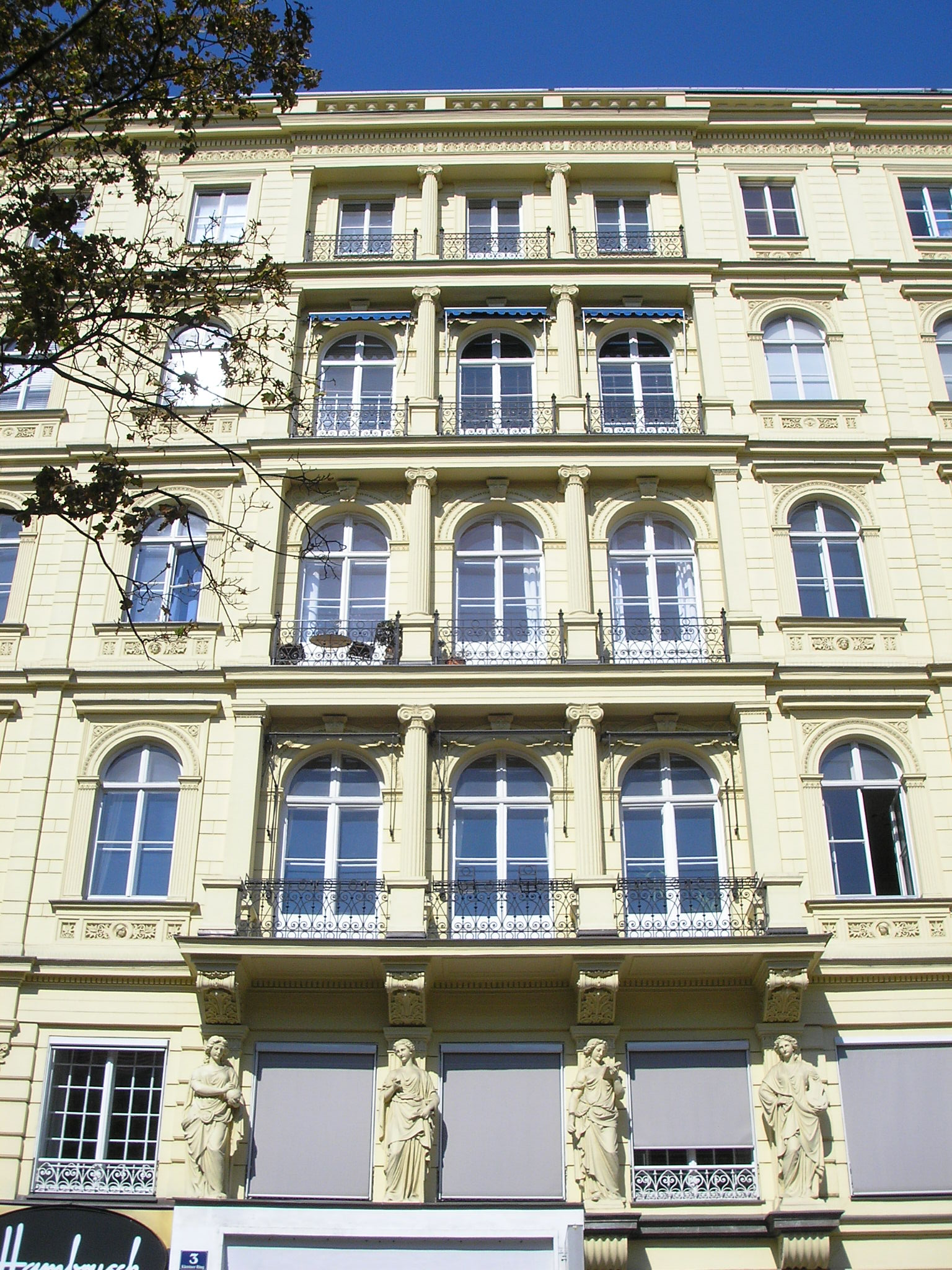
Palais Gomperz

- Philipp Gomperz (1860–1948) lebte in Wien, Kärntner Straße 51, hatte einen Wohnsitz in Brünn, Vaclavska 6 und besaß den Landsitz Oslavany in Mähren. Seit 1885 war das Schloss Oslavany in Besitz der Familie, dort lebte und arbeitete als Gast der Dichter Ferdinand von Saar. Bereits 1939 wurde das Anwesen von den Deutschen konfisziert und zu einer Kaserne umgewandelt. Mit dem Ende des Zweiten Weltkrieges 1945 wurde die Familie Gomperz enteignet, das Schloss fiel an den tschechoslowakischen Staat und wurde lange Zeit als Warenlager genutzt. Im Jahre 1993 wurde das Schloss Kommunalbesitz und wird derzeit restauriert. Zu seinem Eigentum gehörten ebenfalls ein Mietshaus in 4. Wiener Gemeindebezirk, Plösslgasse 4; das Palais Gomperz im 1. Wiener Gemeindebezirk Innere Stadt, Kärntner Ring 3 und seine Gemäldesammlung[52][53] mit einer großen Anzahl von Werken des Emil Orlik. Am 29. Oktober 1940 wurde Gomperz’ Besitz beschlagnahmt, am 30. Juli 1941 gelang ihm die Flucht in die Schweiz. Nachdem am 1. April 1942 sein Vermögen zu Gunsten des Deutschen Reiches eingezogen wurde, gelangten Teile der Sammlung für das geplante Führermuseum nach Linz, in die Galerie St. Lucas, an Baldur von Schirach, Heinrich Hoffmann, Graf Marogna-Redwitz, Hermann Stuppäck und Bernhard Witke.[54] Ein Gebäude in der Grillparzerstraße wurde am 6. März 1942 an die Stadt Wien verkauft. Da bereits im November 1941 „das gesamte stehende und liegende Vermögen sowie alle Rechte und Ansprüche von Gomperz“ durch die Gestapo beschlagnahmt waren, kam das Geld auf ein „beschränkt verfügbares Sicherungskonto“. Die Erben erhielten nach langen Prozessen Immobilienbesitz zurück, die Gemälde sind zum größten Teil verschollen.[55]